# 卡洛斯 (波旁-兩西西里)
卡洛·玛利亚·弗朗切斯科·德·阿西西·帕斯夸莱·费迪南多·安东尼奥·迪·帕多瓦·弗朗切斯科·迪·保拉·阿方索·安德烈阿斯·阿维利诺·坦克雷迪（1870年11月10日—1949年11月11日），在意大利波札諾的格里斯出生。
卡洛斯是兩西西里王子阿方索與妻子瑪麗亞·安東妮埃塔的次子，也是兩西西里國王弗朗切斯科二世的姪子，西班牙前任国王胡安·卡洛斯一世的外祖父。

## 婚姻与子女
1900年12月14日放弃自己和子女的两西西里王位继承权，1901年2月7日被西班牙国王阿方索十二世封为西班牙王子，称西班牙王子卡洛斯·坦克雷多·德·波旁-两西西里，2月14日与阿方索十二世的长女玛丽亚·梅塞德斯结婚，有二子一女：
- 长子阿方索·玛利亚·利奥·克里斯提努斯·阿方索·迪·利格里·安东尼奥·弗朗西斯科·萨维利奥（1901年11月30日—1964年2月3日），卡洛斯的继承人，1960年起为卡拉布里亚公爵和波旁-两西西里王室家族族长
- 次子费尔南多·玛利亚·安东尼奥·阿方索·卡洛·斐德里科·伊格纳西奥·奥利加里奥（1903年3月6日—1905年8月4日），费尔南多去世一年后他的母亲也在圣塞瓦斯蒂安去世
- 长女伊莎贝尔·阿爾芳莎·玛丽亚·特丽莎·安东尼娅·克里斯蒂娜·梅赛德斯·卡罗琳娜·阿德莱达拉菲拉（1904年10月10日—1985年7月18日），1929年3月9日与延·坎提·扎莫伊斯基伯爵结婚，有二子二女

梅塞德斯去世后，1907年卡洛斯续娶奥尔良的路易莎公主为妻，婚后有一子三女：
- 三子卡洛·玛利亚·费尔南多·路易吉·菲利波·洛伦佐·居斯蒂尼亚诺（1908年9月5日—1936年9月27日）
- 次女玛丽亚·德·罗斯·多洛雷斯·维多利亚·菲利帕·玛丽亚·德·拉斯·梅赛德斯·路易莎·卡罗塔·欧亨尼娅（1909年11月15日—1996年5月11日）
- 三女瑪利亞·梅塞德斯·克里斯蒂娜·简诺丽亚·伊莎贝拉·路易莎·卡罗琳娜·维多利亚（1910年9月23日—2000年1月2日），1935年10月12日与巴塞隆那公爵胡安结婚，有二子二女
- 四女玛丽亚·德·拉·埃斯佩兰萨·阿玛利亚·兰尼尔拉·玛丽亚·罗莎里奥·路易莎·冈萨加（1914年6月14日—2005年8月8日），1944年12月18日与巴西王子佩德罗·加斯顿结婚，有四子二女。

卡洛斯亲王在西班牙塞維亞去世。